# Meghan Musnicki
Meghan Musnicki, född den 5 februari 1983 i Canandaigua i USA, är en amerikansk roddare.
Hon tog OS-guld i åtta med styrman i samband med de olympiska roddtävlingarna 2012 i London. Musnicki tog ytterligare en guldmedalj i samma gren vid de olympiska spelen 2016 i Rio de Janeiro 